# Irish Masters 1994
Das Benson & Hedges Irish Masters 1994 war ein Snooker-Turnier im Rahmen der Snooker Main Tour der Saison 1993/94. Das Einladungsturnier wurde vom 22. bis 27. März in Kill im Osten der Republik Irland ausgetragen. Es war die 17. Ausgabe des Turniers in der Arena von Goffs in der Gemeinde nahe der Hauptstadt Dublin.
Titelverteidiger Steve Davis erreichte wieder das Endspiel und zum zweiten Mal in Folge traf er auf Alan McManus. Der Schotte verpasste die Revanche, auch wenn Davis nur knapp mit 9:8 gewann. Mit seinem 8. Sieg baute er seinen Turnierrekord vor Dreifachsieger Terry Griffiths aus. In dieser Saison war es sein dritter Sieg.

## Preisgeld
10.000 £ legte der Veranstalter an Preisgeld im Vergleich zum Vorjahr obendrauf. 3.000 £ bekam der Sieger mehr, die Plätze 2 bis 4 hatten 1.000 £ zusätzlich, bei den Verlierern der ersten beiden Runden machte es 500 £ bzw. 350 £ Unterschied.
| Platzierung    | Preisgeld |
| -------------- | --------- |
| Sieger         | 48.000 £  |
| Finale         | 28.000 £  |
| Halbfinale     | 19.000 £  |
| Viertelfinale  | 10.500 £  |
| Runde 1        | 7.250 £   |
| Höchstes Break | 5.000 £   |
| Insgesamt      | 190.000 £ |

## Finalrunde
Für das Turnier waren die Top 8 der Weltrangliste eingeladen worden. Dazu kamen mit Ken Doherty und Fergal O’Brien, Nummer 11 bzw. 100 der Welt, zwei einheimische Spieler. Und mit Peter Ebdon und Ronnie O’Sullivan ergänzten zwei erfolgreiche Nachwuchsspieler, die erst in ihrem 3. bzw. 2. Profijahr waren, das Feld der 12 Teilnehmer. Die Top 4 waren für das Viertelfinale gesetzt. Die übrigen Teilnehmer spielten in Runde 1 gegeneinander um die anderen Viertelfinalplätze. Das Turnier begann im Modus Best of 9, im Halbfinale wurde erhöht auf Best of 11. Im Finale benötigte man dann 9 Frames zum Sieg (Best of 17).
|  | Runde 1 (Best of 9) | Runde 1 (Best of 9) | Runde 1 (Best of 9) |    |                   | Viertelfinale (Best of 9) | Viertelfinale (Best of 9) | Viertelfinale (Best of 9) |   |              | Halbfinale (Best of 11) | Halbfinale (Best of 11) | Halbfinale (Best of 11) |  |  | Finale (Best of 17) | Finale (Best of 17) | Finale (Best of 17) |
|  |                     |                     |                     |    |                   |                           |                           |                           |   |              |                         |                         |                         |  |  |                     |                     |                     |
|  |                     |                     |                     |    |                   | 1                         | Steve Davis               | 5                         |   |              |                         |                         |                         |  |  |                     |                     |                     |
|  | 8                   | Terry Griffiths     | 1                   |    |                   | 1                         | Steve Davis               | 5                         |   |              |                         |                         |                         |  |  |                     |                     |                     |
|  | 8                   | Terry Griffiths     | 1                   | 11 | Ronnie O’Sullivan | 2                         |                           |                           |   |              |                         |                         |                         |  |  |                     |                     |                     |
|  | 11                  | Ronnie O’Sullivan   | 5                   | 11 | Ronnie O’Sullivan | 2                         |                           |                           | 1 | Steve Davis  | 6                       |                         |                         |  |  |                     |                     |                     |
|  | 11                  | Ronnie O’Sullivan   | 5                   |    |                   |                           |                           |                           | 1 | Steve Davis  | 6                       |                         |                         |  |  |                     |                     |                     |
|  |                     |                     |                     |    | 4                 | Jimmy White               | 5                         |                           |   |              |                         |                         |                         |  |  |                     |                     |                     |
|  |                     |                     |                     | 4  | 4                 | Jimmy White               | 5                         | Jimmy White               | 5 |              |                         |                         |                         |  |  |                     |                     |                     |
|  | 5                   | James Wattana       | 5                   | 4  |                   |                           |                           | Jimmy White               | 5 |              |                         |                         |                         |  |  |                     |                     |                     |
|  | 5                   | James Wattana       | 5                   | 5  | James Wattana     | 2                         |                           |                           |   |              |                         |                         |                         |  |  |                     |                     |                     |
|  | 9                   | Peter Ebdon         | 1                   | 5  | James Wattana     | 2                         |                           |                           | 1 | Steve Davis  | 9                       |                         |                         |  |  |                     |                     |                     |
|  | 9                   | Peter Ebdon         | 1                   |    |                   |                           |                           |                           | 1 | Steve Davis  | 9                       |                         |                         |  |  |                     |                     |                     |
|  |                     |                     |                     |    | 6                 | Alan McManus              | 8                         |                           |   |              |                         |                         |                         |  |  |                     |                     |                     |
|  |                     |                     |                     | 3  | 6                 | Alan McManus              | 8                         | John Parrott              | 2 |              |                         |                         |                         |  |  |                     |                     |                     |
|  | 6                   | Alan McManus        | 5                   | 3  |                   |                           |                           | John Parrott              | 2 |              |                         |                         |                         |  |  |                     |                     |                     |
|  | 6                   | Alan McManus        | 5                   | 6  | Alan McManus      | 5                         |                           |                           |   |              |                         |                         |                         |  |  |                     |                     |                     |
|  | 10                  | Ken Doherty         | 2                   | 6  | Alan McManus      | 5                         |                           |                           | 6 | Alan McManus | 6                       |                         |                         |  |  |                     |                     |                     |
|  | 10                  | Ken Doherty         | 2                   |    |                   |                           |                           |                           | 6 | Alan McManus | 6                       |                         |                         |  |  |                     |                     |                     |
|  |                     |                     |                     |    | 12                | Fergal O’Brien            | 4                         |                           |   |              |                         |                         |                         |  |  |                     |                     |                     |
|  |                     |                     |                     | 2  | 12                | Fergal O’Brien            | 4                         | Stephen Hendry            | 2 |              |                         |                         |                         |  |  |                     |                     |                     |
|  | 7                   | Willie Thorne       | 1                   | 2  |                   |                           |                           | Stephen Hendry            | 2 |              |                         |                         |                         |  |  |                     |                     |                     |
|  | 7                   | Willie Thorne       | 1                   | 12 | Fergal O’Brien    | 5                         |                           |                           |   |              |                         |                         |                         |  |  |                     |                     |                     |
|  | 12                  | Fergal O’Brien      | 5                   | 12 | Fergal O’Brien    | 5                         |                           |                           |   |              |                         |                         |                         |  |  |                     |                     |                     |
|  | 12                  | Fergal O’Brien      | 5                   |    |                   |                           |                           |                           |   |              |                         |                         |                         |  |  |                     |                     |                     |

## Finale
Das Finale war nicht nur eine Wiederauflage des Vorjahresfinals, es war ihr viertes gemeinsames Endspiel seit 1992. Die drei Vorhergehenden hatte alle Steve Davis gewonnen. Im Vorjahr hatte ihm Alan McManus aber schon bei zwei Triple-Crown-Turnieren Niederlagen beigebracht. Außerdem hatte der Schotte einen Monat zuvor mit dem Sieg beim Masters den größten Erfolg seiner Karriere erreicht. Andererseits war Davis Rekordsieger des Turniers und hatte bislang jedes Mal zwei Turniere am Stück gewonnen.
Er ging auch sehr entschlossen ans Werk und holte sich die ersten 4 Frames des Nachmittags. McManus holte zwar die nächsten beiden Frames nach der Zwischenpause, einen davon mit einem Century-Break, aber anschließend stellte der Engländer den alten Abstand wieder her. Trotz der 6:2-Führung vor dem Abend wurde es aber keine einseitige Partie wie noch im Vorjahr. Die ersten beiden Frames der zweiten Session gingen wieder an den Schotten und nachdem Davis noch einen Frame gewinnen konnte, lief das gesamte Match in die entgegengesetzte Richtung. Frame um Frame holte McManus auf, schaffte den Ausgleich und noch einen vierte Frame zum 8:7. Ein weiterer Frame hätte ihm danach zum Sieg gereicht, doch der umkämpfte 16. Frame ging an Davis. Und auch im Entscheidungsframe kam der Schotte nicht über 39 Punkte hinaus, während Steve Davis mit einem 69-Punkte-Break den letzten Punkt zum 9:8-Sieg holte.
Es war sein 8. Sieg bei diesem Turnier und nur Joe Davis, der 15× Weltmeister gewesen war, hatte öfter bei ein und demselben Snooker-Profiturnier gewonnen. 1982 war Davis erstmals Finalist gewesen, 1996 erreichte er noch ein 10. und letztes Mal das Finale. Von 1987 bis 1994 gewann er 6 von 8 möglichen Titeln.
| Finale: Best of 17 Frames Goffs, Kill, Irland, 27. März 1994 |                |              |
| Steve Davis | 9:8            | Alan McManus |
| Nachmittag: 89:1 (54), 72:30 (65), 80:0, 108:0 (105), 9:84, 12:122 (118), 69:50 (59), 102:9 (101); Abend: 37:99 (77), 63:72 (54 Davis), 75:9 (52), 19:64, 13:111 (72), 0:118 (87), 9:79 (69), 89:40, 77:39 (69) |                |              |
| 105 | Höchstes Break | 118          |
| 2 | Century-Breaks | 1            |
| 8 | 50+-Breaks     | 5            |

## Century-Breaks
Neun Mal wurden im Turnier Breaks von 100 oder mehr Punkten erzielt, 5 davon gingen auf das Konto der beiden Finalisten. Die höchsten Centurys gelangen aber Fergal O’Brien und Stephen Hendry, die bei ihrem Aufeinandertreffen im Viertelfinale beide 141 Punkte in einer Aufnahme schafften. Sie teilten sich die Breakprämie von 5.000 £.
| Fergal O’Brien | 141, 102      |
| Stephen Hendry | 141           |
| Steve Davis    | 120, 105, 101 |
| John Parrott   | 118           |
| Alan McManus   | 118, 106      |